# Katja Wolf

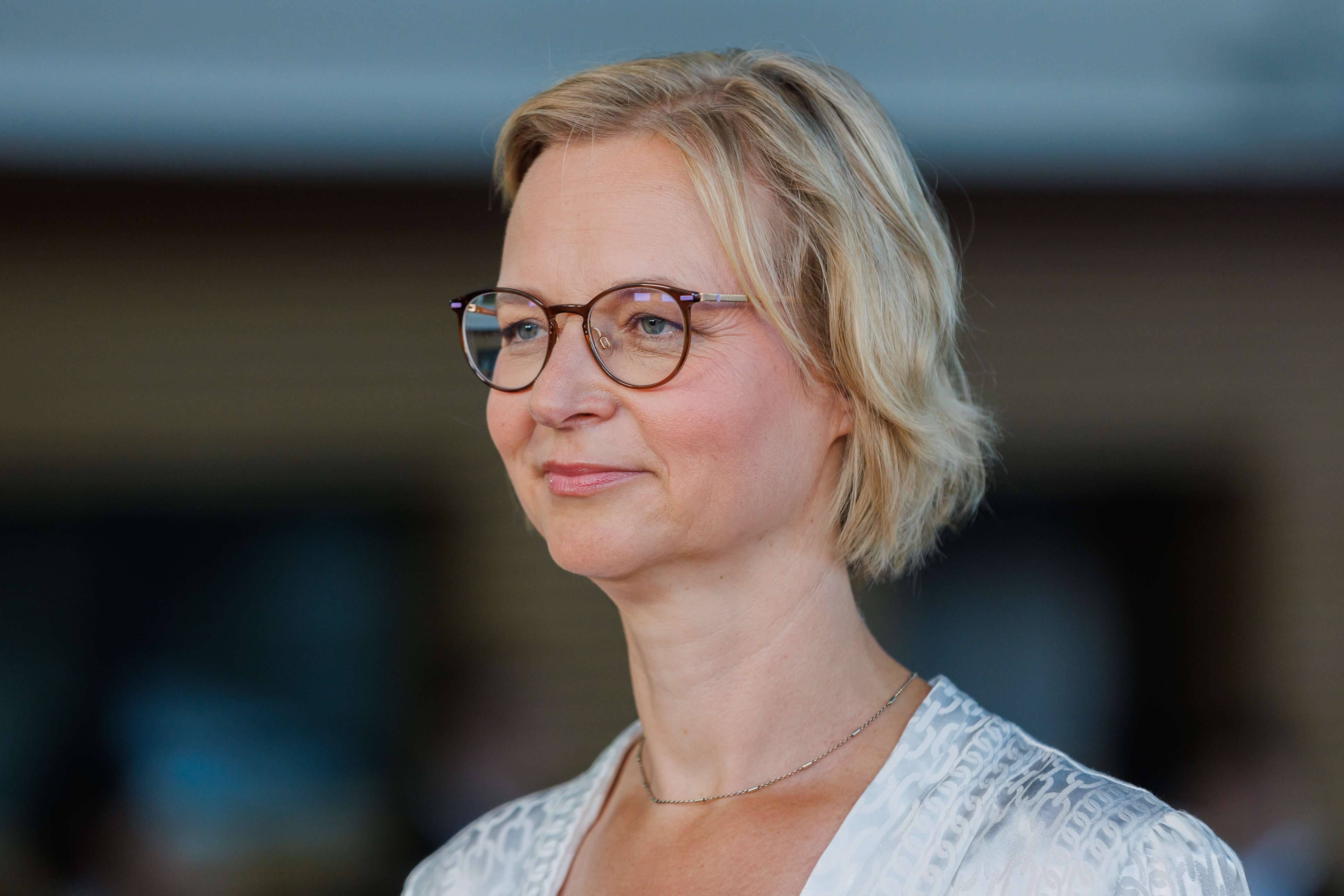
Katja Wolf, 2024

Katja Wolf (* 7. März 1976 in Erfurt als Katja Hofer) ist eine deutsche Politikerin (BSW, zuvor Die Linke, PDS). Seit 2024 ist sie Ministerin für Finanzen im Kabinett Voigt, Stellvertreterin des Ministerpräsidenten von Thüringen sowie Mitglied des Thüringer Landtags.
Schon von 1999 bis 2012 gehörte sie dem Thüringer Landtag an, damals für die PDS bzw. Die Linke. Von Juli 2012 bis Juni 2024 war Wolf Oberbürgermeisterin der Stadt Eisenach. Sie ist seit März 2024 Co-Vorsitzende des BSW Thüringen und war von September bis Dezember 2024 Vorsitzende der BSW-Landtagsfraktion.

## Werdegang

### Herkunft, Ausbildung und Familie
Katja Wolf wuchs zu großen Teilen in der DDR auf. Ihr Vater war Traktorist (Kraftfahrer von Landmaschinen) und Brigadier (Leiter einer Brigade) in einer Landwirtschaftlichen Produktionsgenossenschaft (LPG). Nach der Deutschen Einheit kümmerte er sich um den Vertrieb in einer neu gebildeten Absatzgenossenschaft. Ihre Mutter war Lehrerin. Beide Eltern waren Mitglieder in der SED. Wolf hat eine fünf Jahre ältere Schwester. Mit 16 Jahren trat sie in die damalige PDS ein. Nach dem Abitur 1994 am Heinrich-Hertz-Gymnasium Erfurt studierte Wolf Sozialpädagogik/Sozialarbeit an der Fachhochschule Erfurt und schloss 1999 mit dem Diplom ab. Von Januar bis August 1999 arbeitete sie als Wissenschaftliche Mitarbeiterin im Thüringer Landtag.
Katja Wolf ist geschieden und hat zwei Kinder.

### Landtagsabgeordnete für PDS und Linke
Nach der Landtagswahl am 12. September 1999 zog Wolf für die PDS in den 3. Landtag ein und wurde dort Vorsitzende des Gleichstellungsausschusses. Zudem war sie umweltpolitische Sprecherin der Linken-Fraktion. In der Landtagswahl 2004 wiedergewählt, gehörte sie seit demselben Jahr auch dem Stadtrat in Eisenach an.
Bei der Landtagswahl in Thüringen am 30. August 2009 erhielt sie für die nunmehrige Partei Die Linke im Wahlkreis Wartburgkreis II – Eisenach die meisten Stimmen und damit das Direktmandat.

### Oberbürgermeisterin von Eisenach
Bei der Kommunalwahl 2012 kandidierte Wolf in Eisenach für das Amt des Oberbürgermeisters und wurde in der Stichwahl am 6. Mai 2012 mit 51,6 % der Stimmen zur Oberbürgermeisterin der Stadt gewählt. Am 15. Juni 2015 erregte ein von der NPD im Stadtrat eingebrachter Abwahlantrag gegen Wolf auch überregional Aufsehen, als in geheimer Abstimmung 16 von 34 Stadtratsmitgliedern für den Antrag votierten, obwohl die NPD dort nur drei Sitze hatte.
Bei der Kommunalwahl 2018 konnte Wolf ihr Amt verteidigen, nachdem sie in der Stichwahl am 29. April 2018 gegen den Konkurrenten Michael Klostermann (SPD) mit 58,0 % der Stimmen siegte.
Bei der Verpflichtung der neuen Stadtratsmitglieder nach der Kommunalwahl 2014 verweigerte Wolf den NPD-Mandatsträgern den Handschlag, mit dem in Thüringen Stadträte normalerweise verpflichtet werden. Der NPD-Fraktionsvorsitzende klagte dagegen. Das Thüringer Oberverwaltungsgericht urteilte Anfang Mai 2019, dass das Verhalten von Wolf rechtswidrig gewesen sei, da nach § 24 Absatz 2 der Thüringer Kommunalordnung die gewählten Ratsmitglieder vom Bürgermeister „auf die gewissenhafte Erfüllung ihrer Pflichten durch Handschlag zu verpflichten“ seien. Wolf legte Berufung ein; der Prozess ging vor das Bundesverwaltungsgericht. Nach der Kommunalwahl 2019 gab Wolf den gewählten Stadträten der NPD wieder nicht die Hand. Mitte Juni 2020 wurde § 24 Absatz 2 der Thüringer Kommunalordnung geändert, sodass ein Handschlag nicht mehr für die Verpflichtung von Gemeinde- und Stadträten erforderlich ist. Sie verweigerte nach der Kommunalwahl 2024 auch den Stadträten der NPD-Nachfolgepartei Die Heimat und der AfD den Handschlag.

Bei der Wahl zum Kreistag des Wartburgkreises am 20. Juni 2021 wurde sie mit den drittmeisten Stimmen als Mitglied für die Partei Die Linke in den neuen Kreistag gewählt, der seit 1. Juli 2021 die kommunalpolitische Vertretung im zusammengeführten Wartburgkreis einschließlich der bis dahin kreisfreien Stadt Eisenach ist.

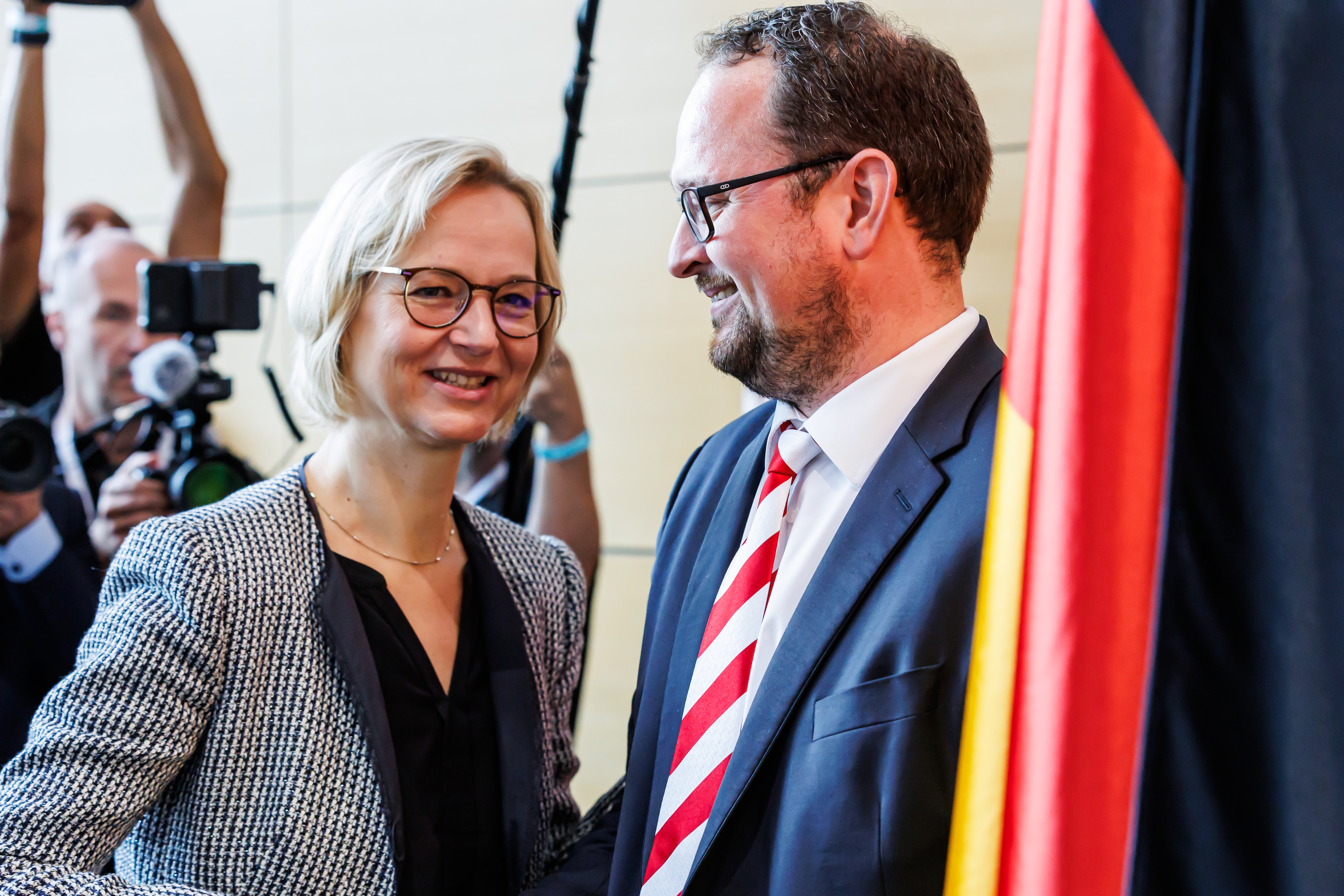
Katja Wolf und Landtagspräsident Thadäus König (CDU)

Wolf wurde am 6. Juni 2019 auf der Hauptversammlung des Deutschen Städtetags (DST) in Dortmund zu einer von zwei stellvertretenden Präsidenten des DST gewählt.
Auf der DST-Hauptversammlung in Köln wurde Wolf im Amt des Präsidiums des DST bestätigt.

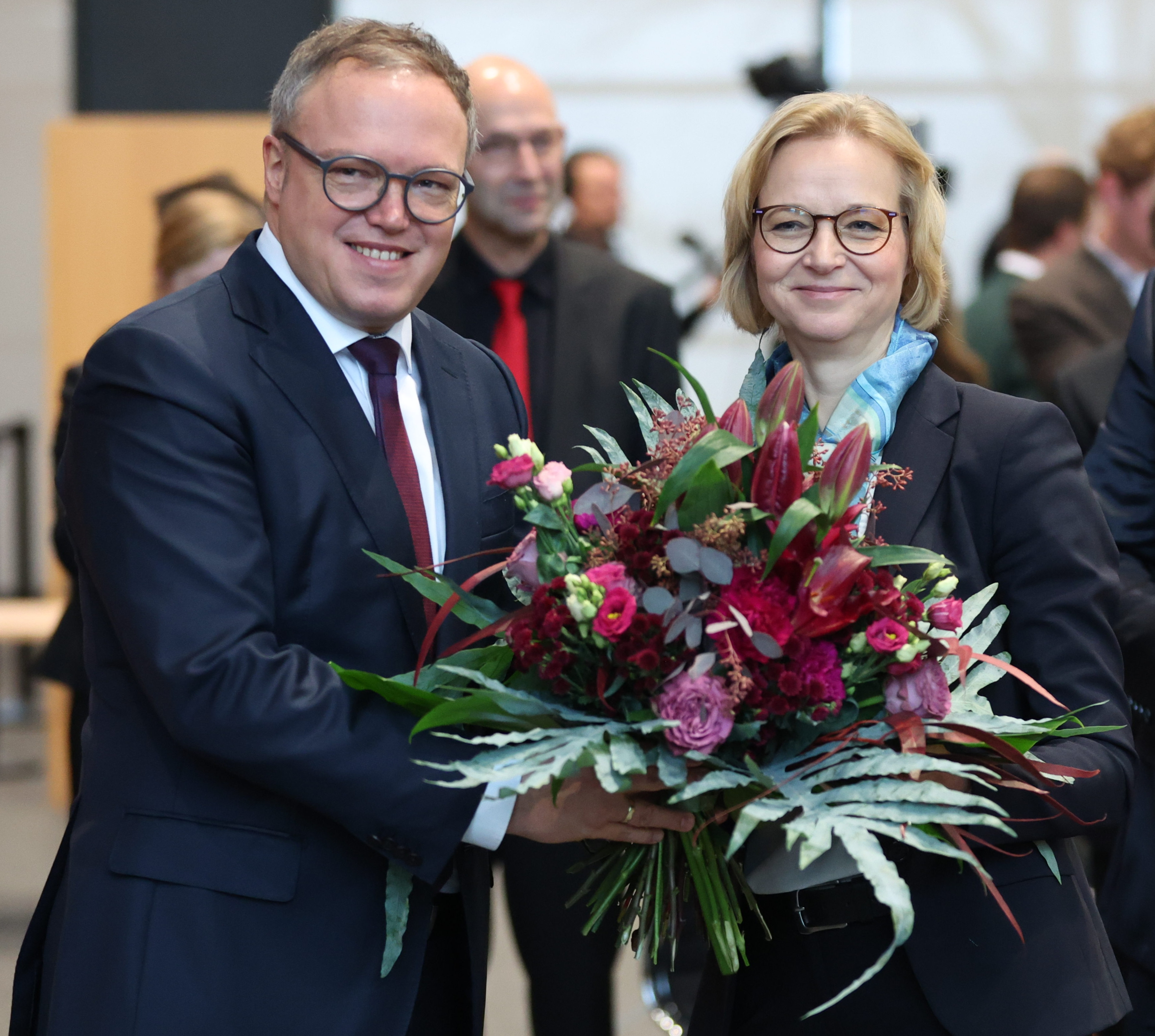
Katja Wolf nach der Vereidigung von Ministerpräsident Mario Voigt (CDU)

### Landes- und Fraktionsvorsitzende des BSW
Am 19. Januar 2024 gab Wolf bekannt, bei den Kommunalwahlen 2024 nicht mehr für das Amt des Oberbürgermeisters kandidieren zu wollen. Zugleich kündigte sie ihren Wechsel zur Partei Bündnis Sahra Wagenknecht (BSW) an, um für dieses bei der Thüringer Landtagswahl 2024 zu kandidieren. Wolf trat Ende Februar 2024 aus der Partei Die Linke aus. Am 15. März 2024 wurden Katja Wolf und Steffen Schütz als Doppelspitze zu Landesvorsitzenden des BSW Thüringen gewählt.
Im Wahlkreis Wartburgkreis II erreichte sie als Direktkandidatin 28,2 % und verlor damit gegen Ulrike Jary (CDU), die 42,4 % erreichte. Sie wurde jedoch über den ersten Platz der BSW-Landesliste in den 8. Thüringer Landtag gewählt. Sie war von September bis Dezember Vorsitzende der BSW-Fraktion im Thüringer Landtag.
Im Oktober 2024 wurden Differenzen zwischen Wolf und der Bundesvorsitzenden Wagenknecht über die Bildung einer Brombeer-Koalition bekannt, die nach Veränderungen im Koalitionsvertrag gelöst werden konnten.
Im Unterschied zu vielen Abgeordneten ihrer Partei vertritt Wolf pragmatischere Ansätze bei der Ukraine-Politik und vermeidet allzu scharfe Abgrenzungen gegenüber der NATO.
Gegen den erklärten Widerstand der Parteigründerin Wagenknecht wurde Wolf auf dem Landesparteitag des BSW in Gera am 26. April 2025 als Landesparteivorsitzende bestätigt, Co-Vorsitzender wurde Gernot Süßmuth. Vorausgegangen war die Unterstützung durch die Bundesparteivorsitzende Sahra Wagenknecht einer Gegenkandidatur der Landtagsabgeordneten Anke Wirsing sowie ihrer Kritik, dass Wolf sowohl ein Minister- als auch ein Parteiamt innehat.

### Finanzministerin des Landes Thüringen
Katja Wolf wurde am 13. Dezember 2024 zur Ministerin für Finanzen im Kabinett Voigt sowie Stellvertreterin des Ministerpräsidenten ernannt.